# Zonneveld (Venlo)
Zonneveld is een nieuwbouwbuurt in de Blerickse wijk Sint-Annakamp in de gemeente Venlo in de Nederlandse provincie Limburg. De eerste huizen werden opgeleverd in het voorjaar van 2000.

## Straten en woningen
Het ging hier om 68 koopwoningen (waaronder twee praktijkwoningen) waarvoor drie nieuwe straten zijn aangelegd:
- Regenboog; een doodlopende zijweg van de hoofdstraat Zonneveld
- Avondrood; een zijstraat van de hoofdstraat Zonneveld die aansluit op de Alexander van Parmastraat
- Zonneveld; de hoofdstraat van de wijk. De straat loopt van de Willem de Zwijgerstraat naar de Alexander van Parmastraat. Aan het laatste gedeelte van de straat zijn de woningen gevestigd.

Ook ligt een gedeelte van de woningen van de buurt aan de Willem de Zwijgerstraat. In eerste instantie zouden de straten in Het Zonneveld van de gemeente een andere naam krijgen (waaronder Hertog d'Anjoustraat). Na protesten van de buurtvereniging (destijds een kopersvereniging) werd er door de gemeente een prijsvraag uitgeschreven. Een bewoonster van de buurt heeft de prijsvraag gewonnen en daarmee de huidige benaming verzonnen.
Naast koopwoningen was het de bedoeling om vier luxe appartementencomplexen op te leveren met ieder 32 appartementen. Ook deze appartementen hebben ieder een eigen naam die past in het thema van de straatnamen in de wijk. Twee complexen werden in 2002 opgeleverd. Wegens tegenvallende belangstelling werden de andere twee complexen pas in 2006 opgeleverd. Het gaat om de complexen:
- Robijnstaete
- Topaasstaete
- Smaragdstaete
- Saffierstaete

Er was twijfel of op de hoek Willem de Zwijgerstraat/Prins Mauritsstraat/Stadhoudersstraat een winkelcentrum zou moeten verrijzen. Dit winkelcentrum zou de huidige centra in de Vossener en bij de Molenbossen moeten vervangen, maar hier heeft men van afgezien. In plaats van een winkelcentrum is hier in 2006 een woon-zorgcomplex opgeleverd, met een ingang aan de Stadhoudersstraat. Hiermee is de woonbuurt Zonneveld voltooid.

## Geschiedenis
Voordat de wijk Zonneveld er was, stond er op die plek “Vleugelflat Annakamp”; in de volksmond “De Knoepert” genoemd. De flat werd tussen 1972 en 1974 gebouwd en bevatte een parkeergarage en een bomkelder (in verband met de Koude Oorlog). Het was destijds het grootste wooncomplex van Nederland. Aanvankelijk was er een wachtlijst, maar de flat kreeg al gauw te maken met leegstand. Een probleem dat veel flats in Nederland hebben (zoals de Bijlmermeer in Amsterdam). In 1998 waren er plannen om van de flat een asielzoekerscentrum te maken, maar in 1999 is er begonnen met de ontmanteling van de flat.
Op 26 mei 1999 werd de Vleugelflat middels springstof neergehaald. Na een eerste en een tweede poging bleef een deel van de flat nog overeind staan. Pas na enkele dagen werd het laatste gedeelte van de flat gesloopt en kon de bouw van de wijk Zonneveld beginnen.

## Trivia
- De kunstenaar Fons Schobbers heeft in 2005 het kunstwerk ‘Phoenix’ (Egyptische wondervogel) geplaatst in de straat Avondrood. Het kunstwerk staat symbool voor herrijzenis en vernieuwing en verwijst naar de sloop van “De Knoepert”.
- Op het grasveld in de straat Avondrood is in 2003 een Jeux-de-Boulesbaan aangelegd.